# 京都・島根ジフテリア予防接種事件
京都・島根ジフテリア予防接種事件（きょうと・しまねジフテリアよぼうせっしゅじけん）とは、1948年に京都府と島根県で起こったジフテリアの予防接種における医療事故である。日本における第二次世界大戦後最初の薬害事件であり、死者数は乳幼児を中心に83名または84名、副作用による被害者数は八百数十人から千人以上にも上った世界最大の予防接種事故である。ジフテリア禍事件、ジフテリア予防接種禍事件などとも呼ばれる。

## 概要
ジフテリアとは、ジフテリア菌の出す毒素によって引き起こされる病気であり、今日の日本では混合ワクチン（DPT-IPV等）の接種によって国内では発生していない。
ジフテリアの予防接種では、ジフテリア菌の毒素を無害化したワクチン（トキソイド）を使用するが、この事件では、ワクチンの一部で無毒化ができておらず、そのワクチンを接種した多くの乳幼児に症状が現れた。
日本が第二次世界大戦に敗れた1945年、ジフテリアは約8万6000件発生し、800人程度が死亡した。日本を占領した連合国軍最高司令官総司令部（GHQ）は将兵の安全を守るため、日本政府に予防接種の早急な実施を命じた。1948年（昭和23年）11月4日から、予防接種法に基づき京都では約10万人に接種され、うち606名が発症し、68名が死亡した。
島根県でも、京都からの報告があったにもかかわらず、同年11月11日から接種が再開され、御津村では同年11月25日までに248人が発熱。18人が死亡した。これは、報告では1013号のロットを使用しないようにとされたものの、実際は1012号と1014号にも毒素が含まれていたためである。そして、多くの後遺症患者も発生したとされるが、追跡調査は実施されていないので全体の数は不明である。

## 原因と事後
上記のように、GHQが日本の衛生状態を改善させるため性急な予防接種実施を求め、製造体制が整わない状態で、罰金付きで予防接種を推し進めたことが背景にある。罰金は3000円以下で、当時の大卒国家公務員初任給並みの高額だった。
国は検査において有害なものが偶然に抜き取られなかったためとしたが、製造・検査・管理体制が杜撰であったのが原因だとする指摘や、製造業者が別に用意した試料を検定に用いた可能性も指摘されている。
製造担当者は刑事罰が科されたが、検査側は無罪だった。当時、一般国民が国家賠償請求訴訟を起こすことは難しかったが、起こされた場合は日本政府が敗訴する可能性が高かった。このため国は弔慰金を払って幕引きを図り、他の予防接種被害における救済制度の整備が遅れた。事件自体は社会で忘れ去られたが、被害者は麻痺など身体症状といじめや差別に長く苦しんだ。